# Tyskie

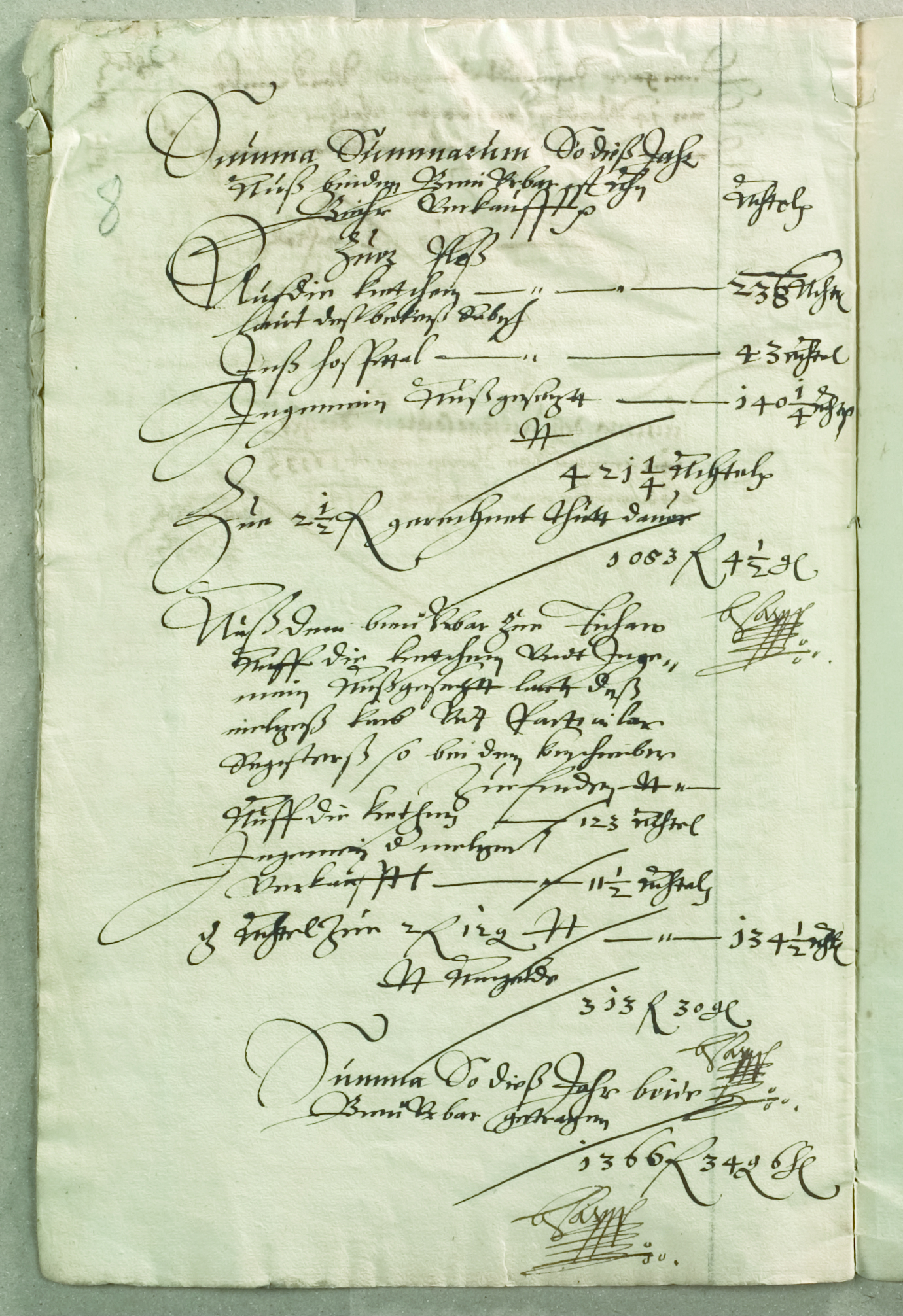
Dokument potwierdzający 400 letnią historię browaru

Tyskie – marka piw produkowanych przez Kompanię Piwowarską, której właścicielem od 31 marca 2017 roku jest japońska Asahi Group. Historia marki sięga 1629 roku chociaż nie jest tożsame z początkiem browarnictwa na tych terenach. Do 1999 roku, czyli do czasu powstania Kompanii Piwowarskiej produkowane wyłącznie przez Tyskie Browary Książęce.

## Pozycja na rynku piw w Polsce
W 2022 roku Tyskie miało drugą pozycję na liście najczęściej kupowanych marek piwa w Polsce z 9,8% udziałów w rynku. W 2013 roku Tyskie było na pierwszym miejscu listy najczęściej kupowanych marek piw w Polsce. W badaniach w  2007 roku wybór tej marki deklarowało 36% osób badanych, co dało pierwszą pozycję w tym badaniu.

## Produkcja i cechy charakterystyczne
Woda wykorzystywana do produkcji czerpana jest ze studni głębinowych, odległych nawet 8 km od browaru. Część studni zlokalizowana jest na pagórkach znajdujących się koło Mikołowa. Tam też znajduje się źródło Gronie, od którego pochodzi nazwa jednej z odmian piwa. Woda do browaru spływa rurociągami, grawitacyjnie.
Tyskie Gronie – to piwo typu lager. Charakteryzuje się jasno złotym kolorem, niską goryczką i obecnością owocowych nut zapachowych.Piwo jasne, pełne – zawiera 5,2% alkoholu.
Tyskie Klasyczne – zostało wprowadzone na rynek w 2012 roku. Klasyczne tworzone jest w oparciu o XVI-wieczną zasadę czystości piwa, która mówi, że napój ten musi być warzony tylko i wyłącznie z trzech składników: słodu jęczmiennego, chmielu i wody. Piwo to ma bardziej słodowy smak i łagodniejszą goryczkę niż wariant Gronie. Charakteryzuje się także nieco ciemniejszą barwą i słodszym aromatem, wynikającym ze słodowego charakteru. Tyskie Klasyczne jest mniej nagazowane od Tyskie Gronie. Piwo jasne pełne, zawiera 5% alkoholu.
Tyskie z Tanka – piwo dostępne w lokalach gastronomicznych. Piwo z Tanka charakteryzuje maksymalnie skrócony system dystrybucji oraz innowacyjny system przechowywania i rozlewania. Świeże piwo wyprodukowane w browarze przelewane jest do samochodu –cysterny, który transportuje je jeszcze tego samego dnia bezpośrednio do pubów. Tam piwo przetłaczane jest do stalowych pojemników – tanków, z których jest rozlewane. Wewnątrz tanków, z których dostarczone z browaru piwo przechowywane jest w specjalnym siedmiowarstwowym worku, który zapewnia jakość i odpowiada za niezmienny smak przechowywanego w nim trunku. Tłoczone do środka tanka sprężone powietrze powoduje kurczenie się plastikowego worka i wypychanie piwa poprzez instalację do kranu, z którego nalewa się piwo. Przez cały ten czas piwo nie ma kontaktu z tlenem ani dwutlenkiem węgla, dzięki czemu zachowuje swoje właściwości, jest mniej nagazowane niż tradycyjne i ma nieco łagodniejszy smak. Piwo jasne pełne, niepasteryzowane, zawiera 5,2% alkoholu, data przydatności do spożycia: 14 dni.

## Początki piwowarstwa w Tyskich Browarach Książęcych
Piwo produkowane jest w Tychach nieprzerwanie od 400 lat. Tradycyjnie już za datę powstania Tyskich Browarów Książęcych przyjmuje się rok 1629, z tego roku pochodzi bowiem pierwszy oficjalny spis majątku browaru. Najnowsze publikacje podają jednak że Tyskie jest, co najmniej, 16 lat starsze, co potwierdza dokument – roczna księga dochodów, która pochodzi z 1613 roku. Na początku działalności, w XVII wieku, browar wytwarzał trzy gatunki piwa: wysyłkowe, drożdżowe i stołowe. Pierwsze było piwem jasnym, warzonym na słodzie pszenicznym lub mieszanym pół na pół ze słodem jęczmiennym, bądź piwem ciemnym, opartym na słodzie jęczmiennym z domieszką żytniego. Jedynie piwo wysyłkowe było trunkiem w dobrym gatunku, przeznaczonym na sprzedaż, pozostałe dwa były to piwa deputatowe, które wypijali głównie piwowarzy i ich rodziny. Na początku XIX wieku produkowano już tylko dwa napoje: piwo bawarskie oraz piwo zwyczajne, oba fermentacji górnej. Bawarskie, ze słodu o klasycznym składzie, było brązowej nasyconej barwy, słodkie, kaloryczne i słabo chmielone, zaś piwo zwyczajne – ciemne, niskoekstraktowe i słabe, wyłącznie do natychmiastowego spożycia. Po rozbudowie browaru w 2. poł. XIX wieku i wprowadzeniu fermentacji dolnej, zaczęto produkować piwa: marcowe, tyskie lager, zwyczajne, porter i, stosunkowo krótko, piwo bawarskie. Dwa pierwsze były piwami jasnymi i sprzedawano je pod marką Piwo Książęce. W okresie międzywojennym popularnymi markami z Tychów były: Książęco Tysko Pilzneńskie, Książęco Tyski Eksport, Książęco Tyskie Piwo Pełne oraz Porter. Piwa te zawierały od 12–14% ekstraktu, a zawartość alkoholu wahała się od 2,5–4,5%.

## Odznaczenia
Tyskie zostało wielokrotnie uhonorowane najbardziej prestiżowymi nagrodami branży piwnej na całym świecie.
- W 2002 roku piwo Tyskie zdobyło w konkursie The Brewing Industry International Awards dwa najbardziej prestiżowe wyróżnienia – złoty medal i Grand Prix (tytuł Champion Beer)
- W 2005 roku w Monachium (podczas Drink Tec) piwo Tyskie powtórnie otrzymało Grand Prix (tytuł Champion Beer)
- W 2011 roku Tyskie zostało uhonorowane srebrnym medalem podczas Międzynarodowego Konkursu Branży Piwowarskiej (The Brewing Industry International Awards)
- W 2011 roku Tyskie zdobyło złoty medal podczas Monde Selection 2011 w Brukseli
- Tyskie zdobyło 1. miejsce wśród napojów alkoholowych w „Rankingu Polskich Marek 2011”, ogłoszonym przez dziennik Rzeczpospolita.
- W 2013 roku Tyskie zdobyło „Piwnego Oskara” w międzynarodowym konkursie International Brewing Awards